# Lasianthus foxworthyanus
Lasianthus foxworthyanus là một loài thực vật có hoa trong họ Thiến thảo. Loài này được Craib mô tả khoa học đầu tiên năm 1933.